# أيرز كليف (كيبك)
أيرز كليف (بالإنجليزية: Ayer's Cliff, Quebec) هي بلدية محلية في كيبيك تقع في كندا في Memphrémagog Regional County Municipality. يقدر عدد سكانها بـ 1,109 نسمة ومساحتها 5.50 كم2 .

## أعلام
- فوكسهال بي كين
- بوب وود